# Panamá Viejo Fútbol Club
Il Panamá Viejo Fútbol Club è una società calcistica di Panamá Viejo, Panama. Milita nell'ANAPROF, la massima divisione del campionato nazionale.
Fondato nel 1978, nella stagione 2000-01 vinse il suo unico titolo nazionale. La rosa vincitrice del titolo nazionale includeva numerosi nazionali panamensi: Anel Canales, Víctor Herrera Piggott, Blas Pérez, Juan de Dios Pérez, Oscar McFarlane, Ricardo Phillips.
Nel 2001 ha cessato la propria attività.

## Palmarès
- ANAPROF:

Vincitore (1): 2000-01

## Giocatori celebri
- Oscar McFarlane
- Ricardo Phillips
- Blas Pérez
- Juan de Dios Perez
- Victor Herrera
- Anel Canales
- Rodney Ramos
- Gary Ramos
- J. J. Julio